# Juan de Dios Román Seco
Juan de Dios Román Seco (geboren am 17. Juli 1942 in Mérida; gestorben am 28. November 2020 in Madrid) war ein spanischer Handballtrainer und Handballfunktionär.

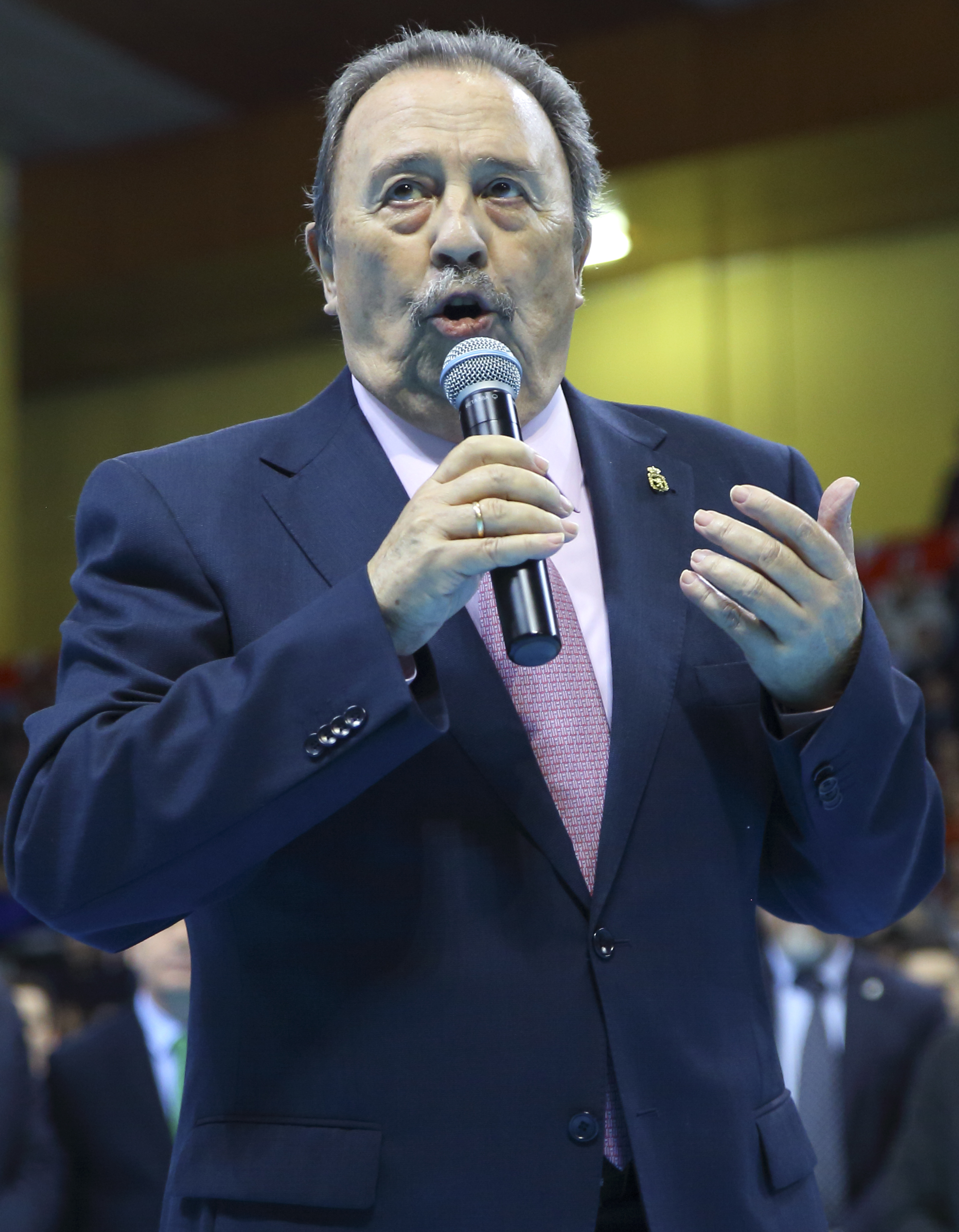
Juan de Dios Román (2018)

Juan de Dios Román machte am Instituto Santa Eulalia seiner Geburtsstadt das Abitur; im Alter von 16 Jahren zog er nach Madrid und studierte dort Lehramt (1961) sowie bis 1966 Philosophie und Literatur (Pädagogik). Im Jahr 1965 belegte er einen Kurs für Handballtrainer.
Er lehrte in Madrid Sprache und Literatur und trainierte von 1964 bis 1971 Handballnachwuchs am Colegio Nuestra Señora del Recuerdo de Madrid. Unterstützt von Domingo Bárcenas, Direktor an der nationalen Trainerschule, lehrte er auch Handball an der Escuela Nacional de Entrenadores, am Instituto Nacional de Educación Física in Madrid und an der Escuela Ruiz de Alda. Er war selbst einige Jahre lang Direktor der Escuela Nacional de Entrenadores.
Ab 1971 trainierte er die Mannschaft des BM Atlético de Madrid. Zu seinen Erfolgen mit diesem Team zählen fünf spanische Meisterschaften und vier spanische Pokalsiege. Im Heimspiel des Europapokals der Landesmeister 1984/85 in Madrid spielte seine Mannschaft vor 18.000 Zuschauern.
Kurz vor den Olympischen Handballwettbewerben 1984 wurde er Interims-Nationaltrainer der spanischen Auswahl, die den 8. Platz belegte. Im Jahr 1985 wurde er offiziell mit diesem Amt betraut; bis 1988 trainierte er die Nationalmannschaft. In dieser Zeit nahm er mit den Spaniern auch an der Weltmeisterschaft 1986 (5. Platz) und an den Olympischen Spielen 1988 (10. Platz) teil.
Nach dem schlechten Abschneiden bei den Spielen in Seoul trainierte er erneut BM Atlético de Madrid, musste das Amt aber 1992 aufgeben, als der Verein in strukturelle Schwierigkeiten geriet.
1995 übernahm er nochmals das Traineramt bei der Nationalmannschaft. Mit dieser nahm er an der Europameisterschaft 1996 (2. Platz), Olympia 1996 (3. Platz), der Weltmeisterschaft 1997 (7. Platz), Europameisterschaft 1998 (2. Platz), Weltmeisterschaft 1999 (4. Platz), Europameisterschaft 2000 (3. Platz) und an den Olympischen Spielen 2000 (3. Platz) teil.
Er trainierte die A-Auswahl Spaniens in 260 Länderspielen.
Von 2002 bis 2004 war er Trainer des Club Balonmano Ciudad Real. Mit der Mannschaft gewann er den Europapokal der Pokalsieger 2002/2003, die Saison 2003/2004 der Liga Asobal sowie 2003 die Copa del Rey.
Nach dem Traineramt in Ciudad Real war er bis 2008 als Berater im Verein tätig. Im Dezember 2008 wurde de Dios Román zum Präsidenten des spanischen Handballverbands RFEBM gewählt. Bis 2013 übte er dieses Amt aus.
Im Januar 2019 gab er bekannt, dass er eine Krebserkrankung hat. Juan de Dios Román starb im November 2020.

## Ehrungen
Im Jahr 2024 wurde er in die Hall of Fame Asobal aufgenommen.

## Werk
- mit F. Sánchez Sánchez und L. C. Torrescusa Maldonado: Guía metodológica de iniciación al Balonmano, Madrid, 1988
- El niño y la actividad física: Guía metodológica del balonmano, Madrid, Gymnos, 1989
- Análisis de los VII Campeonatos del Mundo Júnior de Balonmano Galicia 1989, Santiago de Compostela, 1990
- mit Domingo Bárcenas: Balonmano, Técnica y Metodología, Madrid, Gymnos, 1991
- mit anderen: Relatos del deporte: toma de decisiones tácticas, Madrid, Conocimiento, 2001
- mit J. L. Antón García: Capítulo I. Génesis y evolución del deporte del balonmano: aproximación histórica, in: Balonmano: Innovaciones y contribuciones para la evolución del juego, vol. III, Valencia, Olé Libros, 2017